# Матюнино (Рязанская область)
Матю́нино — деревня в Рязанском районе Рязанской области России. Входит в состав Екимовского сельского поселения.

## География
Деревня находится на расстоянии 14 км (по прямой) к юго-западу от города Рязань, административного центра района и области.

### Часовой пояс
Деревня Матюнино, как и вся Рязанская область, находится в часовой зоне МСК (московское время). Смещение применяемого времени относительно UTC составляет +3:00.

## Население
| 2010 |
| ---- |
| 1    |